# Битка при Кастелфидардо
Битката при Кастелфидардо (на италиански: Battaglia di Castelfidardo) се състои на 18 септември 1860 между Сардинското кралство и Папската държава.
Италианската, пиемонтска войска с генерал Енрико Чалдини (Enrico Cialdini) побеждават папската войска с генералите Дьо Пимодан (De Pimodan) и Ламорисиер (Lamoricière) при Кастелфидардо.